# José Cuenú
José Abad Cuenú Rodríguez (Guacarí, Valle del Cauca, Colombia, 17 de febrero de 1995) es un futbolista colombiano. Su posición es defensa y actualmente juega en Junior de barranquilla de la Primera A de Colombia.

## Clubes
| Club                 | País     | Año         |
| -------------------- | -------- | ----------- |
| Llaneros             | Colombia | 2017        |
| Orsomarso            | Colombia | 2018 - 2019 |
| Valledupar F.C.      | Colombia | 2019 - 2020 |
| Atlético Bucaramanga | Colombia | 2021        |
| Millonarios          | Colombia | 2022        |
| Deportes Tolima      | Colombia | 2023        |
| Águilas Doradas      | Colombia | 2023 - 2024 |
| Deportivo Pasto      | Colombia | 2024        |
| Junior               | Colombia | 2025 - act  |

## Estadísticas
Actualizado al último partido jugado: 29 de julio de 2025.
| Club                            | Div.                | Temporada           | Liga  | Liga  | Copa Nacional | Copa Nacional | Copa Internacional | Copa Internacional | Total | Total |
| Club                            | Div.                | Temporada           | Part. | Goles | Part.         | Goles         | Part.              | Goles              | Part. | Goles |
| ------------------------------- | ------------------- | ------------------- | ----- | ----- | ------------- | ------------- | ------------------ | ------------------ | ----- | ----- |
| Llaneros · Colombia             | 2.ª                 | 2017                | 23    | 2     | 3             | 1             | —                  | —                  | 26    | 3     |
| Llaneros · Colombia             | Total               | Total               | 23    | 2     | 3             | 1             | —                  | —                  | 26    | 3     |
| Orsomarso · Colombia            | 2.ª                 | 2018                | 22    | 1     | 2             | 0             | —                  | —                  | 24    | 1     |
| Orsomarso · Colombia            | 2.ª                 | 2019                | 10    | 1     | 3             | 1             | —                  | —                  | 13    | 2     |
| Orsomarso · Colombia            | Total               | Total               | 32    | 2     | 5             | 1             | —                  | —                  | 37    | 3     |
| Valledupar F.C. · Colombia      | 2.ª                 | 2019                | 15    | 1     | —             | —             | —                  | —                  | 15    | 1     |
| Valledupar F.C. · Colombia      | 2.ª                 | 2020                | 22    | 3     | 1             | 0             | —                  | —                  | 23    | 3     |
| Valledupar F.C. · Colombia      | Total               | Total               | 37    | 4     | 1             | 0             | —                  | —                  | 38    | 4     |
| Atlético Bucaramanga · Colombia | 1.ª                 | 2021                | 33    | 1     | 3             | 0             | —                  | —                  | 36    | 1     |
| Atlético Bucaramanga · Colombia | Total               | Total               | 33    | 1     | 3             | 0             | —                  | —                  | 36    | 1     |
| Millonarios · Colombia          | 1.ª                 | 2022                | 22    | 0     | 3             | 0             | —                  | —                  | 25    | 0     |
| Millonarios · Colombia          | Total               | Total               | 22    | 0     | 3             | 0             | —                  | —                  | 25    | 0     |
| Deportes Tolima · Colombia      | 1.ª                 | 2023                | 9     | 0     | —             | —             | 4                  | 0                  | 13    | 0     |
| Deportes Tolima · Colombia      | Total               | Total               | 9     | 0     | —             | —             | 4                  | 0                  | 13    | 0     |
| Águilas Doradas · Colombia      | 1.ª                 | 2023                | 23    | 2     | 2             | 2             | —                  | —                  | 25    | 4     |
| Águilas Doradas · Colombia      | 1.ª                 | 2024                | 8     | 0     | —             | —             | —                  | —                  | 8     | 0     |
| Águilas Doradas · Colombia      | Total               | Total               | 31    | 2     | 2             | 2             | —                  | —                  | 33    | 4     |
| Deportivo Pasto · Colombia      | 1.ª                 | 2024                | 23    | 1     | 4             | 0             | —                  | —                  | 27    | 1     |
| Deportivo Pasto · Colombia      | Total               | Total               | 23    | 1     | 4             | 0             | —                  | —                  | 27    | 1     |
| Junior · Colombia               | 1.ª                 | 2025                | 14    | 0     | 1             | 0             | 1                  | 0                  | 16    | 0     |
| Junior · Colombia               | Total               | Total               | 14    | 0     | 1             | 0             | 1                  | 0                  | 16    | 0     |
| Total en su carrera             | Total en su carrera | Total en su carrera | 224   | 12    | 22            | 4             | 5                  | 0                  | 251   | 16    |

## Palmarés

### Títulos nacionales
| Títulos       | Club        | País     | Año  |
| ------------- | ----------- | -------- | ---- |
| Copa Colombia | Millonarios | Colombia | 2022 |